# توماس بريغهام بيشوب
توماس بريغهام بيشوب (بالإنجليزية: Thomas Brigham Bishop)‏ هو كاتب أغاني أمريكي، ولد في 29 يونيو 1835 في Wayne, Maine ‏ في الولايات المتحدة، وتوفي في 15 مايو 1905 في فيلادلفيا في الولايات المتحدة.

## وصلات خارجية
- توماس بريغهام بيشوب على موقع IMDb (الإنجليزية)
- توماس بريغهام بيشوب على موقع ميوزك برينز (الإنجليزية)